# آرامگاه قلعه سه قلاتون
بقعه قلعه سه قلاتون مربوط به سده‌های میانه دوران‌های تاریخی پس از اسلام است و در شهرستان گچساران، بخش مرکزی، ۳ کیلومتری جنوب اب شیرین واقع شده و این اثر در تاریخ ۱۸ شهریور ۱۳۸۷ با شمارهٔ ثبت ۲۳۲۳۵ به‌عنوان یکی از آثار ملی ایران به ثبت رسیده است.